# 1671 w polityce

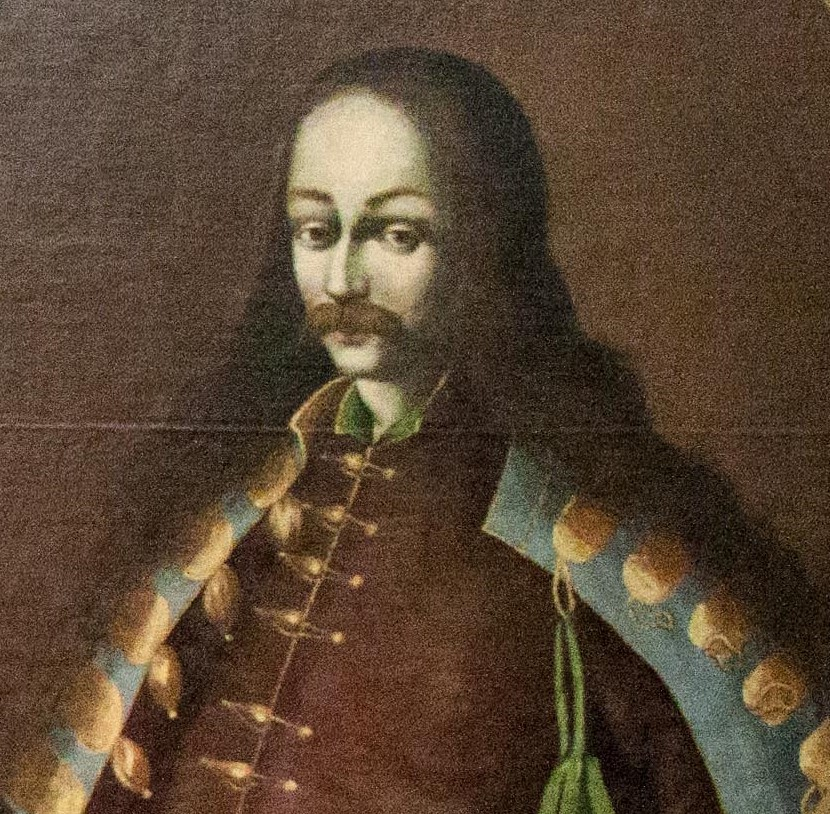
Fran Krsto Frankopan

Wydarzenia polityczne w 1671 roku.

## Wydarzenia
- 28 stycznia - już po zakończeniu wojny angielsko-hiszpańskiej wielka wyprawa łupieżcza Braci Wybrzeża dowodzonych przez Anglika Henry'ego Morgana zdobywa i plądruje hiszpańską Panamę - ostatnia w historii duża akcja podjęta przez bukanierów w Ameryce Środkowej[1].
- 30 kwietnia Petar Zrinski, chorwacki szlachcic i jego szwagier Fran Krsto Frankopan zostali straceni za zorganizowanie spisku przeciwko Habsburgom[2].
- 10 czerwca - Rada Jamajki wbrew stanowisku władz Anglii w Londynie składa publiczne podziękowania Henry'emu Morganowi za wykonanie zlecenia obrony wyspy przed najazdami hiszpańskimi[3].